# Rovná u Strakonic

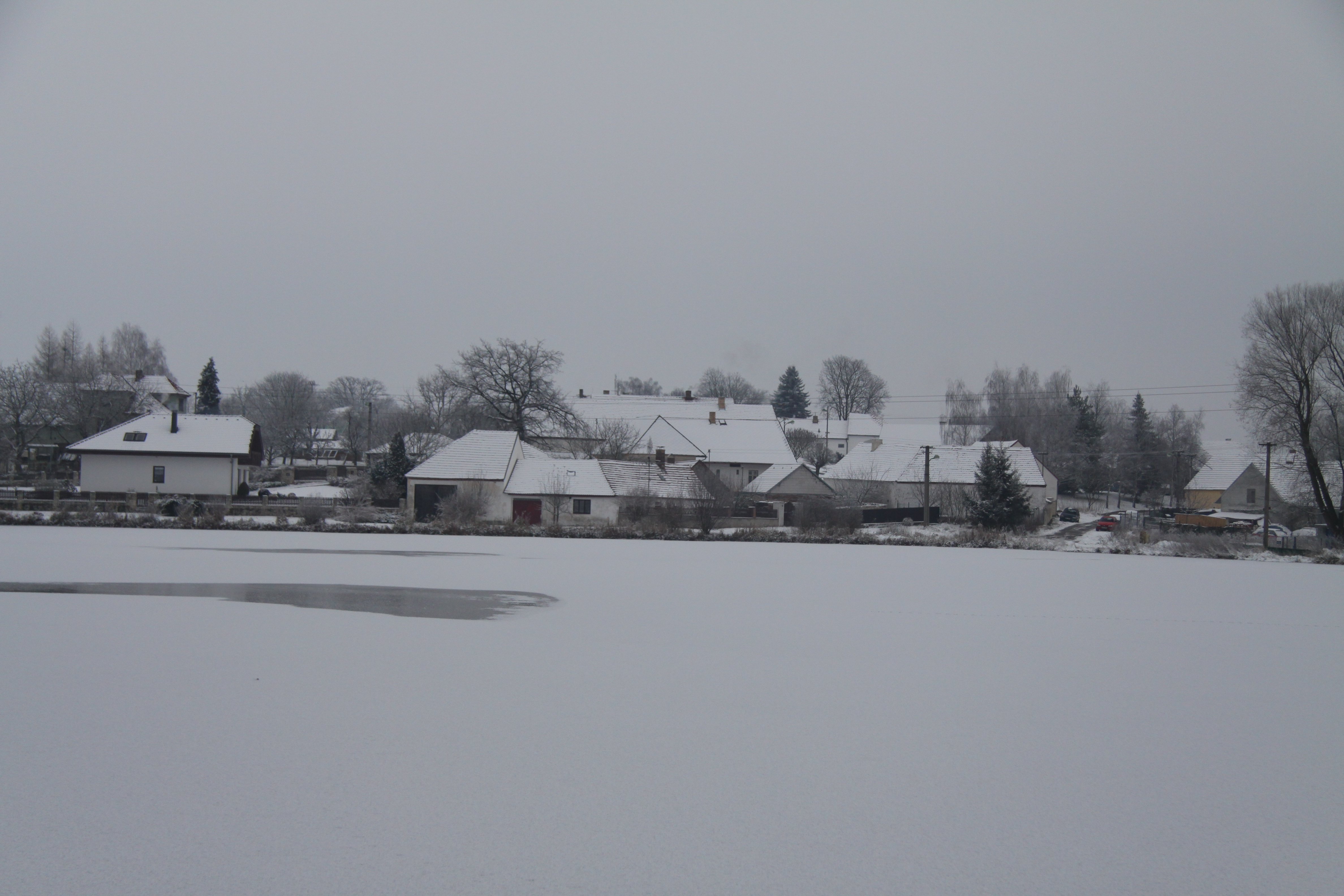
Ortsansicht

Rovná (deutsch Rowna) ist eine Gemeinde in Tschechien. Sie liegt fünf Kilometer nordöstlich von Strakonice in Südböhmen und gehört zum Okres Strakonice.

## Geographie

### Geographische Lage
Rovná befindet sich linksseitig des Baches Rovenský potok im Hügelland Blatenská pahorkatina. Nördlich erhebt sich der Chlum (544 m), im Osten die Borovnice (500 m), südöstlich der Brdo (508 m), im Westen der Jaslov (521 m) sowie nordwestlich der Ostrý (522 m), der Zbuš (449 m) und die Sedlina (479 m). Am nordwestlichen Ortsausgang liegt der Teich Rovenský rybnik, gegen Südosten der Velký přešťovický rybník. Am südlichen Ortsrand verläuft die Staatsstraße I/4 zwischen Strakonice und Příbram.

### Gemeindegliederung
Für die Gemeinde Rovná sind keine Ortsteile ausgewiesen.

### Nachbarorte
Nachbarorte sind Radomyšl und Osek im Norden, Rohozná, Jemnice und Kbelnice im Nordosten, Nová Dobev, Vítkov und Slatina im Osten, Přešťovice, Přeborovice und Sedlíkovice im Südosten, Modlešovice und Slaník im Süden, Strakonice und Řepice im Südwesten, Hořejší Mlýn und Droužetice im Westen sowie Černíkov, Domanice im Nordwesten.

## Geschichte
Archäologische Funde belegen eine frühzeitliche Besiedlung der Gegend. In der Nähe des Dorfes wurden eine Siedlungsstätte und ein Urnenfeld der Knovízer Kultur sowie eine weitere Siedlung der Hallstattkultur entdeckt. An der Sedlina befinden sich zwei Hügelgräber der Hallstattkultur aus dem 5. Jahrhundert v. Chr., weitere drei auf dem Chlum sowie eines südlich von Rohozná. In der Ortslage V Lemúzích fand der Archäologe Bedřich Dubský eine der ältesten slawischen Siedlungen des Strakonicer Landes.
Die erste schriftliche Erwähnung des Ortes erfolgte 1319 als Sitz des Hroznata de Rownych. Der Hof der Herren von Rowna erlosch noch im 14. Jahrhundert. Ab 1414 gehörte ein Teil des Dorfes zum Gut Domanice. 1454 erwarb das Gut Vlhlavy einen Anteil an Rowna. Dieser Teil gehörte zwischen 1528 und 1553 zum Gut Řepice, den anderen Anteil besaß im 16. Jahrhundert die Herrschaft Strakonitz. Später erwarb die Herrschaft Stiekna beide Anteile.
Im Jahre 1840 bestand das nordwestlich der Passauer Straße gelegene Dorf Rowna aus 56 Häusern mit 322 Einwohnern, darunter einer Israelitenfamilie. Im Dorf gab es einen herrschaftlichen Meierhof mit großem Garten, ein Jägerhaus, ein emphyteutisches Wirtshaus und einen Kalkofen. Abseits lag eine Wasenmeisterei. Um Rowna wurden mehrere Kalksteinbrüche betrieben. Pfarrort war Stiekna. Bis zur Mitte des 19. Jahrhunderts blieb das Dorf der Allodialherrschaft Stiekna samt dem Gut Mladiegowitz untertänig.
Nach der Aufhebung der Patrimonialherrschaften bildete Rovná/Rowna ab 1850 eine Gemeinde in der Bezirkshauptmannschaft und dem Gerichtsbezirk Strakonice. Die Freiwillige Feuerwehr gründete sich 1902 und ist der älteste Verein des Dorfes. 1961 erfolgte die Eingemeindung von Řepice und Rohozná. Am 1. April 1976 wurde die Gemeinde Rovná aufgelöst; die Ortsteile Řepice und Rovná wurden nach Strakonice ein- und Rohozná nach Osek umgemeindet. Nach einem Referendum löste sich Rovná am 24. November 1990 wieder von Strakonice los und bildete eine eigene Gemeinde.

## Kultur und Sehenswürdigkeiten
- Kapelle zum hl. Kreuz am Dorfplatz, erbaut 1717
- Kreuz an der Kapelle, errichtet 1850
- Denkmal für die Gefallenen des Ersten Weltkrieges, es trägt einen Wachenden Löwen
- Bildstock am Ortsausgang nach Řepice
- Giebelhof Nr. 26 am Dorfplatz, erbaut 1852 im Bauernbarockstil
- Hügel Zbuš mit stillgelegtem Kalksteinbruch und zwei Kalköfen
- Nationales Naturdenkmal Pastvina u Přešťovic, südlich des Dorfes
- Nationales Naturdenkmal Rovná, die Wiese am Westufer des Rovenský rybnik wurde 1972 auf 3,8 ha Fläche wegen des Vorkommens des Frühlings-Enzian unter Schutz gestellt. Zu Beginn der 1980er Jahre umfasste die Population nach ca. 500 blühende Exemplare, heute ist sie sehr stark zurückgegangen.
- Naturdenkmal Sedlina am gleichnamigen Hügel nördlich von Rovná, es ist das einzige Vorkommen des Blassen Knabenkrautes in Südböhmen

## Söhne und Töchter der Gemeinde
- Miloš Smatek (1895–1974), Komponist